# E. L. Doctorow

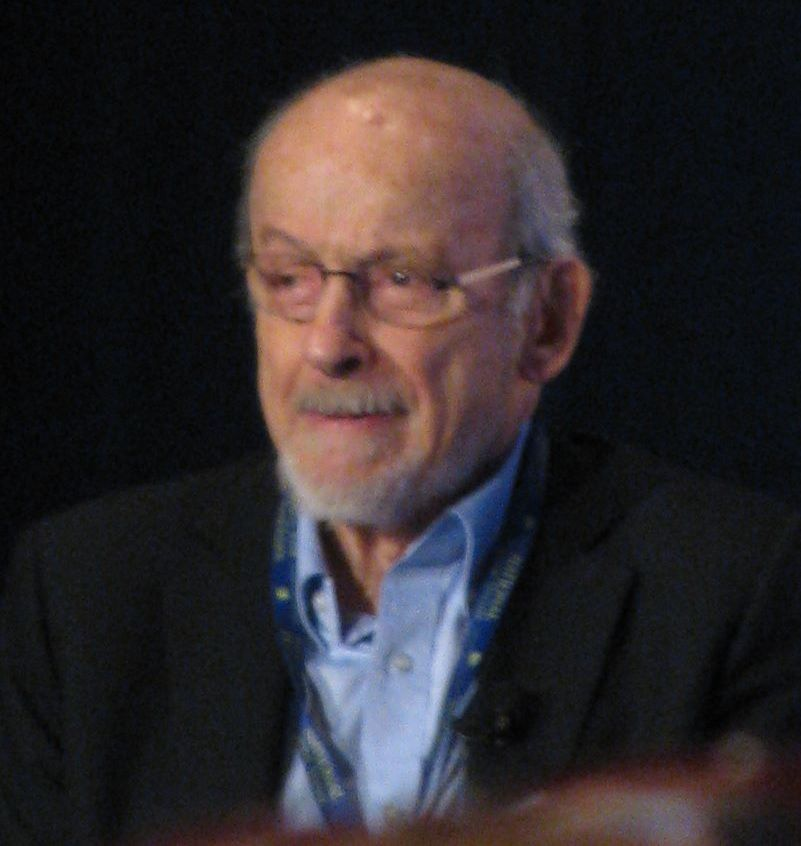
E. L. Doctorow (2014)

Edgar Lawrence „E. L.“ Doctorow (* 6. Januar 1931 in New York; † 21. Juli 2015 ebenda) war ein US-amerikanischer Schriftsteller und Publizist, der zu den wichtigsten zeitgenössischen Autoren der Vereinigten Staaten gezählt wird. In Deutschland wurde Doctorow vor allem durch seine Romane Ragtime (1975) und Billy Bathgate (1989) bekannt.

## Leben
Doctorow wuchs als Kind russisch-jüdischer Einwanderer der zweiten Generation in der New Yorker Bronx auf. Der Roman Weltausstellung, der stark autobiographische Züge trägt, spricht über diese Zeit. Seine Eltern benannten ihn nach Edgar Allan Poe. Nach seinem Studium am Kenyon College (Abschluss mit Auszeichnung 1952) gab er mehrere Zeitschriften heraus und unterrichtete an verschiedenen Universitäten, seit 1982 an der New York University auf einem eigens für ihn geschaffenen Lehrstuhl für englische und amerikanische Literatur. Seit 1984 war er Mitglied der American Academy of Arts and Letters in New York, seit 1991 Mitglied der American Academy of Arts and Sciences und seit 2007 der American Philosophical Society. Er erhielt für seine Bücher nahezu alle wichtigen nationalen Preise und Auszeichnungen, unter anderem den PEN/Faulkner Award  1990 für Billy Bathgate und 2006 dotiert mit umgerechnet 12.600 Euro für Der Marsch. Außerdem bekam er 1990 die William-Dean-Howells-Medaille. Der Roman Der Marsch spielt in den letzten Monaten des amerikanischen Bürgerkriegs und schildert den Feldzug des Generals William Tecumseh Sherman und seiner Truppen durch die Südstaaten Georgia, North Carolina und South Carolina.
Doctorows erste Romane Welcome to Hard Times (1960), eine Satire auf die Fortschrittsgläubigkeit seiner Zeitgenossen, Big as Life (1966), ein Science-Fiction-Roman, und The Book of Daniel (1971), eine literarische Verarbeitung der Geschichte der Rosenbergs, wurden nach ihrem Erscheinen von Kritikern und Lesern zunächst wenig beachtet und erfuhren erst nach dem großen Erfolg von Ragtime (1975) im Nachhinein eine angemessene Würdigung. Neben seiner schriftstellerischen Arbeit war Doctorow u. a. auch als Lektor tätig.
E. L. Doctorow starb am 21. Juli 2015 in Manhattan an den Folgen einer Lungenkrebserkrankung.

## Auszeichnungen
E. L. Doctorow ist für mehrere seiner Werke mit angesehenen Literaturpreisen ausgezeichnet worden. Drei Mal erhielt er den National Book Critics Circle Award – für Ragtime, Weltausstellung und für Billy Bathgate. Letzterer Roman wurde außerdem mit der William-Dean-Howells-Medaille ausgezeichnet. Weltausstellung erhielt den National Book Award und mehrere Werke von Doctorow waren für den Pulitzer-Preis nominiert. Daneben wurde Doctorow mehrfach für sein Lebenswerk ausgezeichnet.
- 1998: National Humanities Medal, als einer von neun Personen in diesem Jahr, die Bill Clinton auf Vorschlag des National Endowment for the Humanities damit ehrte.[7]
- 1998: Peggy V. Helmerich Distinguished Author Award des Tulsa Library Trust
- 2012: Aufnahme in die New York Writers Hall of Fame
- 2012: PEN/Saul Bellow Award for Achievement in American Fiction
- 2013: National Book Foundation’s Medal for Distinguished Contribution to American Letters der US National Book Foundation[8][9]
- 2014: Library of Congress Prize for American Fiction[10]

## Rezension
Der Schriftsteller Daniel Kehlmann gehört zu den Verehrern von Doctorow und schrieb in einem Artikel für die Frankfurter Allgemeine Zeitung über E. L. Doctorow und seinen Roman Billy Bathgate:

„Mein erster Doctorow-Roman war ‚Billy Bathgate‘, und durch ihn begriff ich zum ersten Mal – ich war sechzehn Jahre alt – was das eigentlich ist: die Stimme eines Romans. Sie ist nicht identisch mit dem Stil, eher ist sie die Illusion einer Person, identisch weder mit dem Erzähler noch mit dem Autor, doch mit beiden eng verwandt.“

Kehlmann setzt fort mit einem Vergleich der unterschiedlichen Sprachstile, die Doctorow in seinen Romanen verwendet:

„Der Billy-Bathgate-Ton, im Pendelschlag seiner langen, langen Sätze, ist ganz anders als der Ton des unverlässlichen, weil persönlich zutiefst beteiligten Erzählers Daniel Isaacson in ‚Das Buch Daniel‘, des mit seiner Angst kämpfenden Sheriffs von ‚Welcome to Hard Times‘ oder des sonderbar allwissenden Historikers von ‚Ragtime‘. Gute Literatur entsteht aus Sparsamkeit der Mittel, große aber aus der Verschwendung. Sie erweckt den Anschein, als wäre alles leicht und der Phantasie wären keine Grenzen gesetzt.“

## Werke (Auswahl)
- Welcome to Hard Times, Roman, 1960, deutsch: Willkommen in Hard Times (übersetzt von Angela Praesent), Rowohlt (rororo 5872), Reinbek bei Hamburg 1987, ISBN 3-499-15872-8.
- The Book of Daniel, Roman, 1971, deutsch: Das Buch Daniel (übersetzt von Thomas Schlück), Insel, Frankfurt am Main 1974, ISBN 3-458-05352-2 (literarische Bearbeitung der Geschichte von Ethel und Julius Rosenberg, die 1953 in den USA hingerichtet worden sind).
- Ragtime, Roman 1975, deutsch: Ragtime (übersetzt von Angela Praesent), Rowohlt, Reinbek bei Hamburg 1976, ISBN 3-498-01223-1.
- Loon Lake, Roman, 1980, deutsch: Sterntaucher, Rowohlt, Reinbek bei Hamburg 1982, ISBN 3-498-01244-4.
- Lives of the Poets, sechs Geschichten und eine Novelle, 1984, deutsch: Das Leben der Dichter (übersetzt von Angela Praesent), Rowohlt, Reinbek bei Hamburg 1985, ISBN 3-498-01259-2.
- World’s Fair, Roman, 1985, deutsch: Weltausstellung (übersetzt von Angela Praesent), Rowohlt, Reinbek bei Hamburg 1987, ISBN 3-498-01267-3.
- Billy Bathgate, Roman, 1989, deutsch: Billy Bathgate (übersetzt von Angela Praesent), Kiepenheuer und Witsch, Köln 1990, ISBN 3-462-02043-9.
- The Waterworks, Roman, 1994, deutsch: Das Wasserwerk (übersetzt von Angela Praesent), Kiepenheuer und Witsch, Köln 1995, ISBN 3-462-02401-9.
- City of God, Roman, 2000, deutsch: City of God (übersetzt von Angela Praesent), Kiepenheuer und Witsch, Köln 2001, ISBN 3-462-03031-0
- Sweet Land Stories, Erzählungen, 2004, deutsch: Sweet Land Stories (übersetzt von Angela Praesent), Kiepenheuer und Witsch, Köln 2006, ISBN 978-3-462-03681-7.
- The March, Roman 2005, deutsch: Der Marsch (übersetzt von Angela Praesent), Kiepenheuer und Witsch, Köln 2007, ISBN 978-3-462-03917-7.
- Homer & Langley, Roman 2009, deutsch: Homer & Langley (übersetzt von Gertraude Krueger), Kiepenheuer und Witsch, Köln 2011, ISBN 978-3-462-04298-6.
- Alle Zeit der Welt, Storys (übersetzt von Gertraude Krueger), Kiepenheuer & Witsch, Köln 2013, ISBN 978-3-462-30684-2.
- Andrew's Brain, Roman 2014, deutsch: In Andrews Kopf (übersetzt von Gertraude Krueger), Kiepenheuer & Witsch, Köln 2015, ISBN 978-3-462-04812-4.

## Verfilmungen
- 1966: Mordbrenner von Arkansas (Welcome to hard times)
- 1981: Ragtime
- 1983: Daniel
- 1991: Billy Bathgate
- 2008: Jolene (Jolene: A Life)